# Étang du Garbet
L'étang du Garbet est un lac de la chaîne de montagnes des Pyrénées françaises situé dans le département de l'Ariège de la région Occitanie.
Le lac a une superficie de 15,5 ha pour une altitude de 1 683 m .

## Géographie
Le lac se trouve sur le territoire de la commune d'Aulus-les-Bains,.
| Pic de Carrots    | Garbet Vallée du Garbet | Étangs de Bassiès      |
| Vallée d'Ars      | étang du Garbet         | Vallon de l'Escale     |
| Pique de la Lesse | Étang Bleu              | Pique Rouge de Bassiès |

### Hydrographie

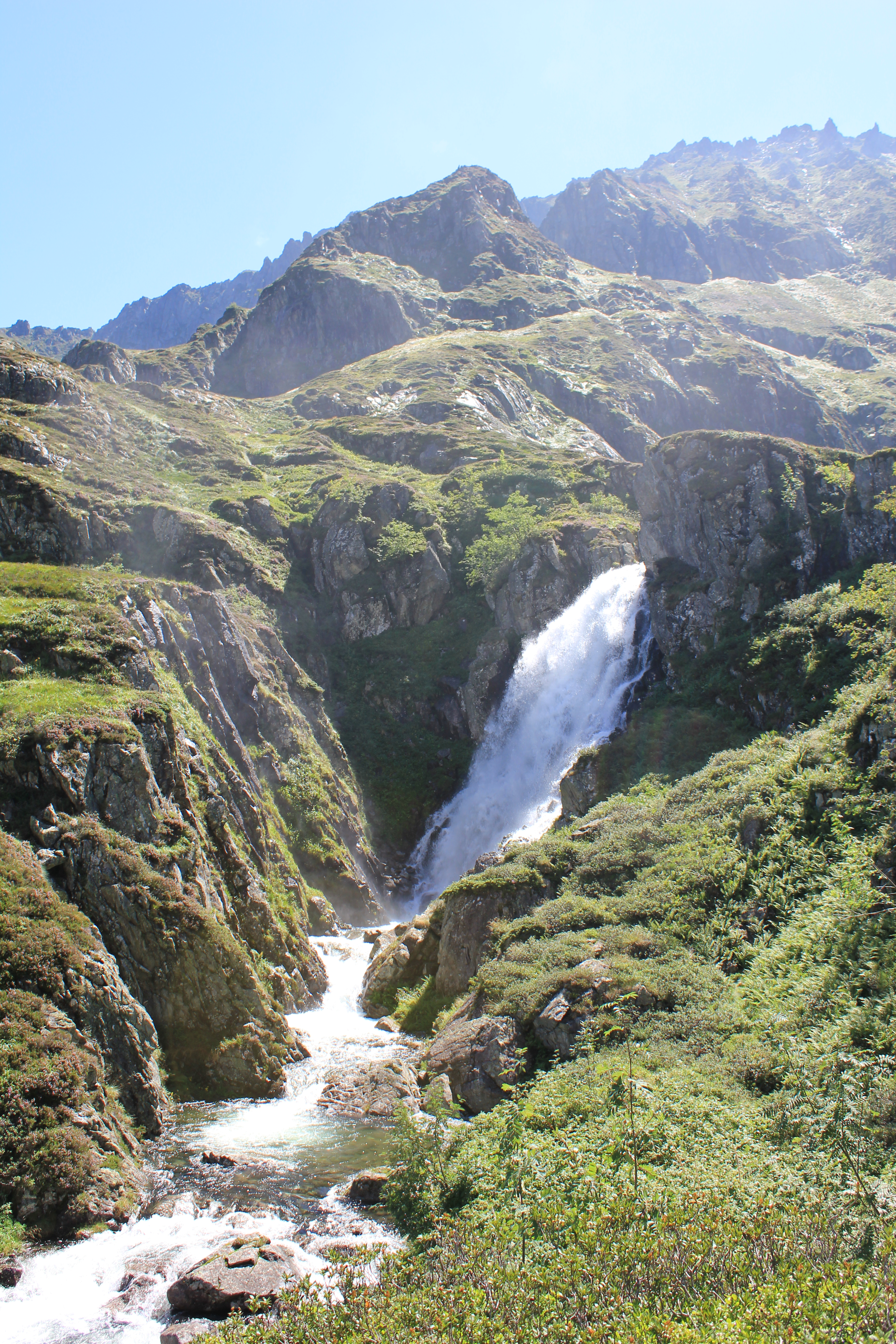
Cascade déversoir de l'étang du Garbet.

Le lac a pour émissaire le Garbet, affluent en rive droite du Salat.

### Géologie
Le étang du Garbet est un lac glaciaire de montagne, dont la formation se passe en trois étapes majeures :
1) À l'Éocène vers −40 Ma se forme la chaîne des Pyrénées à la suite de la remontée vers le nord de la plaque africaine qui entraîne avec elle la plaque ibérique. Cette dernière glisse alors sous la plaque eurasiatique située plus au nord, ce qui entraîne le plissement, le relèvement et le charriage des couches géologiques de la croûte terrestre,.
2) À partir du Pliocène puis surtout du Pléistocène, de −5 Ma à −10 000 ans, un refroidissement général du climat entraîne la formation de glaciers et d'une érosion glaciaire (vallées, cirques, moraines, ombilics, etc) dans toute la chaîne des Pyrénées.
3) Depuis l'Holocène, à partir de −10 000 ans, un redoux climatique entraîne la disparition des glaciers et la formation dans leur sillage de nombreux lacs glaciaires qui sont de deux sortes, :
- le lac de verrou qui se forme dans un ombilic glaciaire formant un creux naturel et terminé par un verrou glaciaire rocheux.
- le lac de moraine qui se forme derrière une moraine agissant comme un barrage naturel.

## Randonnées

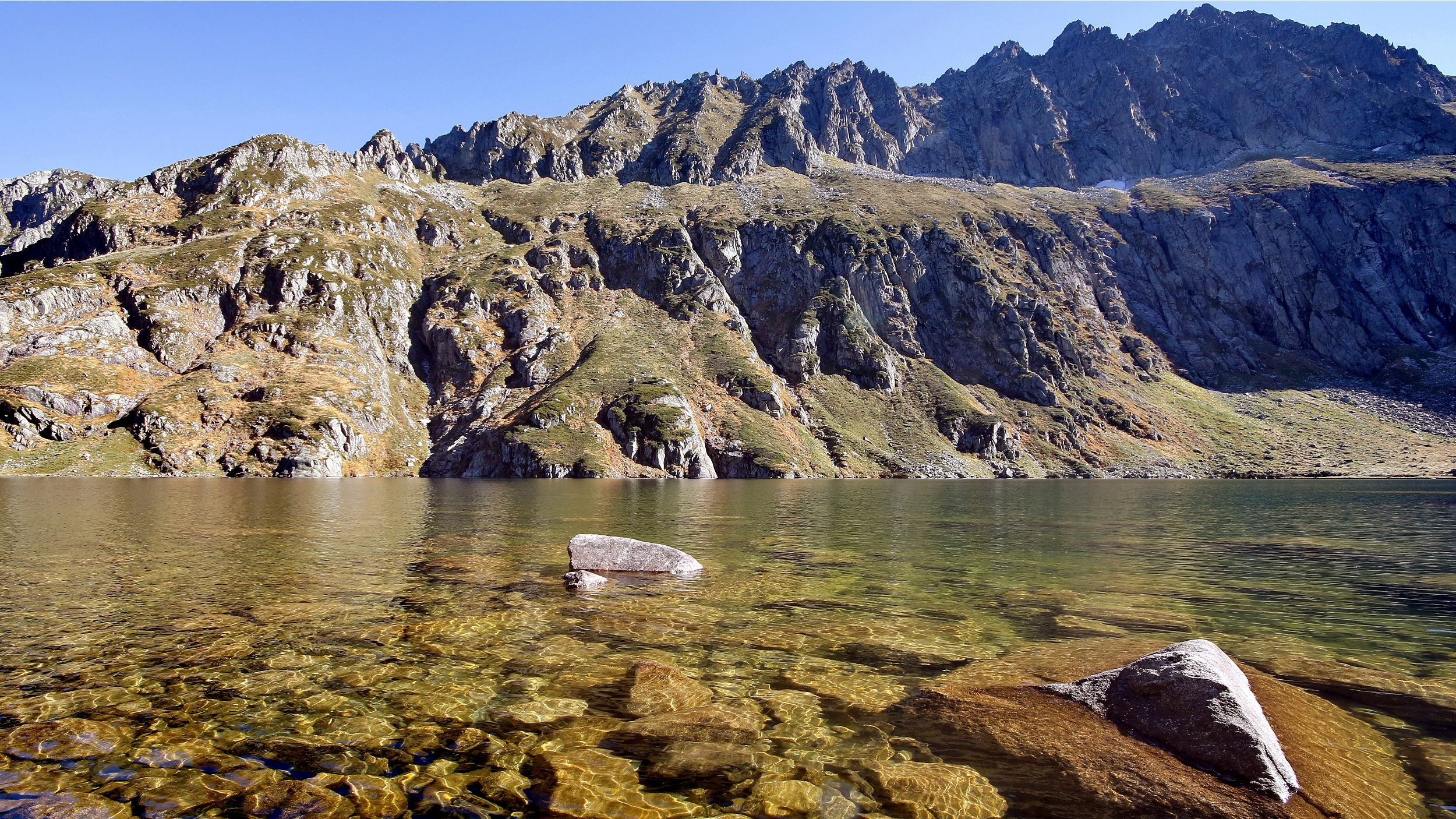
Étang du Garbet et pic de Caumale, accessible par le vallon de l'Escale depuis le refuge de Bassiès.